# Контум

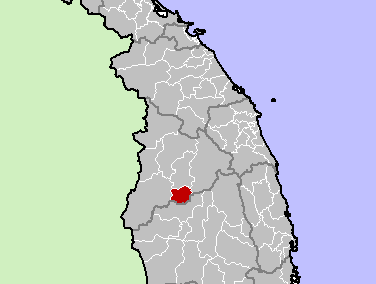
Город Контум (выделен красным) находится на юге провинции Контум и граничит с провинцией Зялай

Конту́м (вьет. Kon Tum) — город провинциального подчинения в центральной горной части Вьетнама, административный центр провинции Контум.

## География
С бахнарского языка «Контум» означает «деревня рядом с озером». Город расположен на одноимённом плато, и, как и вся провинция, относится к культурно-экономический региону Тэйнгуен (Центральное нагорье). Город стоит реке Бла (Đắk Bla), воды которой впадают в Меконг на территории Камбоджи в составе крупнейшего притока Конг.
Контум находится в 1080 км от Ханоя и в 765 км от Хошимина. Ближайший крупный город — Плейку, центр провинции Зялай, находится в 49 км. Муниципалитет находится на юге провинции Контум и граничит с соседней провинцией Зялай. Там же на юге находится наивысшая точка муниципалитета — гора высотой 1152 м.

## Население
Население города составляет 143 467 человек (из них 41 990 — этнические меньшинства, что составляет около 29,26 %).

## Административное деление
Один из немногих городов провинциального уровня, где количество сельских территориальных единиц превышает число городских. Муниципалитет включает 10 городских кварталов и 11 сельских общин: кварталы Куеттханг, Тханглой, Куангчунг, Тхонгнят, Нгуенчай, Чанхынгдао, Нгомай, Чыонгтинь, Лелой и Зуитан; общины Хоабинь, Иатим, Доанкет, Винькуанг, Нгокбай, Кроонг, Даккам, Дакбла, Тьыхренг, Дакнанг и Дакрова.

## Коммуникации
Через город проходит Скоростное шоссе Хошимина. Аэропорт Плейку находится примерно в 60 км от центра Контума.

## Достопримечательности
Главные исторические достопримечательности города, — это постройки французских миссионеров и национальные дома этнических меньшинств.